# Bakfjorden
Bakfjorden (nordsamisk: Báhkavuotna) er en fjord i Måsøy kommune i Troms og Finnmark fylke i Norge. Fjorden har indløb mellem Skjarvodden i nord og Avløysinga i syd og går seks km  mod øst til Skibsbukta i enden af fjorden. Vest for Avløysinga går Snefjorden mod syd.
Den eneste bebyggelse ved fjorden er Varneset på sydsiden helt inderst i fjorden. Bakfjorden er 137 meter på det dybeste, omtrent halvvejs inde i fjorden.  
Fylkesvej 889 går langs hele nordsiden af fjorden.
Spionen Selmer Nilsen (no) var fra Bakfjord.